# Pop Disaster Tour
Pop Disaster Tour – wspólna amerykańska trasa koncertowa zespołów Green Day i Blink-182.

## Program koncertów
Green Day
1. "Maria"
2. "Longview"
3. "Welcome to Paradise"
4. "Hitchin’ a Ride"
5. "Brain Stew"
6. "Jaded"
7. "2000 Light Years Away"
8. "Knowledge"
9. "Basket Case"
10. "She"
11. "King for a Day"/"Shout"
12. "Waiting"
13. "Minority"
14. "When I Come Around"
15. "Good Riddance (Time of Your Life)"

Blink-182
1. "Anthem, Part Two"
2. "The Rock Show"
3. "Dumpweed"
4. "Going Away to College"
5. "What’s My Age Again?"
6. "Please Take Me Home"
7. "Happy Holidays, You Bastard"
8. "Adam’s Song"
9. "First Date"
10. "Man Overboard" lub "Carousel"
11. "When You Fucked Grandpa"
12. "Dysentery Gary" lub "Story of a Lonely Guy"
13. "Family Reunion"
14. "Don’t Leave Me"
15. "Stay Together for the Kids"
16. "All the Small Things"
17. "Everytime I Look for You" lub "What Went Wrong"
18. "Reckless Abandon"/Drum Solo
19. "Dammit"

## Lista koncertów
| Data             | Miasto            | Państwo           | Miejsce                                      |
| ---------------- | ----------------- | ----------------- | -------------------------------------------- |
| 17 kwietnia 2002 | Bakersfield       | Stany Zjednoczone | Centennial Garden                            |
| 19 kwietnia 2002 | Phoenix           | Stany Zjednoczone | America West Arena                           |
| 20 kwietnia 2002 | Irvine            | Stany Zjednoczone | Verizon Wireless Amphitheatre                |
| 21 kwietnia 2002 | Irvine            | Stany Zjednoczone | Verizon Wireless Amphitheatre                |
| 23 kwietnia 2002 | Paradise          | Stany Zjednoczone | MGM Grand Garden Arena                       |
| 24 kwietnia 2002 | Inglewood         | Stany Zjednoczone | Great Western Forum                          |
| 25 kwietnia 2002 | Chula Vista       | Stany Zjednoczone | Coors Amphitheater                           |
| 27 kwietnia 2002 | Mountain View     | Stany Zjednoczone | Shoreline Amphitheater                       |
| 28 kwietnia 2002 | Sacramento        | Stany Zjednoczone | Sacramento Valley Amphitheater               |
| 29 kwietnia 2002 | Oakland           | Stany Zjednoczone | Oakland Arena                                |
| 1 maja 2002      | Tacoma            | Stany Zjednoczone | Tacoma Dome                                  |
| 3 maja 2002      | West Valley City  | Stany Zjednoczone | E Center                                     |
| 4 maja 2002      | Greenwood Village | Stany Zjednoczone | Fiddler’s Green Amphitheatre                 |
| 6 maja 2002      | Maryland Heights  | Stany Zjednoczone | Riverport Amphitheater                       |
| 7 maja 2002      | Bonner Springs    | Stany Zjednoczone | Sandstone Amphitheater                       |
| 9 maja 2002      | Dallas            | Stany Zjednoczone | Smirnoff Music Center                        |
| 10 maja 2002     | Selma             | Stany Zjednoczone | Verizon Wireless Amphitheatre                |
| 11 maja 2002     | The Woodlands     | Stany Zjednoczone | Cynthia Woods Michelle Pavilion              |
| 13 maja 2002     | Pelham            | Stany Zjednoczone | Oak Mountain Amphitheatre                    |
| 14 maja 2002     | Tampa             | Stany Zjednoczone | Ice Palace                                   |
| 15 maja 2002     | West Palm Beach   | Stany Zjednoczone | Mars Music Amphitheatre                      |
| 16 maja 2002     | Orlando           | Stany Zjednoczone | TD Waterhouse Centre                         |
| 18 maja 2002     | Atlanta           | Stany Zjednoczone | HiFi Buys Amphitheatre                       |
| 19 maja 2002     | Raleigh           | Stany Zjednoczone | Alltell Pavillon                             |
| 20 maja 2002     | Charlotte         | Stany Zjednoczone | Verizon Wireless Amphitheatre Charlotte      |
| 22 maja 2002     | Virginia Beach    | Stany Zjednoczone | Verizon Wireless Amphitheatre Virginia Beach |
| 23 maja 2002     | Hershey           | Stany Zjednoczone | Hershey Park Pavilion                        |
| 24 maja 2002     | Holmdel           | Stany Zjednoczone | PNC Bank Arts Center                         |
| 25 maja 2002     | Burgettstown      | Stany Zjednoczone | Post-Gazette Pavilion                        |
| 27 maja 2002     | Hartford          | Stany Zjednoczone | New England Dodge Music Theater              |
| 28 maja 2002     | Camden            | Stany Zjednoczone | Tweeter Center at the Waterfront             |
| 30 maja 2002     | Wantagh           | Stany Zjednoczone | Jones Beach Theater                          |
| 31 maja 2002     | New York City     | Stany Zjednoczone | Madison Square Garden                        |
| 1 czerwca 2002   | Darien            | Stany Zjednoczone | Darien Lake Performing Arts Center           |
| 2 czerwca 2002   | Mansfield         | Stany Zjednoczone | Tweeter Center for the Performings Arts      |
| 4 czerwca 2002   | Saratoga Springs  | Stany Zjednoczone | Saratoga Performings Arts Center             |
| 5 czerwca 2002   | Waszyngton        | Stany Zjednoczone | MCI Center                                   |
| 7 czerwca 2002   | Toronto           | Kanada            | Molson Amphitheatre                          |
| 8 czerwca 2002   | Grand Rapids      | Stany Zjednoczone | Van Andel Arena                              |
| 9 czerwca 2002   | Columbus          | Stany Zjednoczone | Jerome Schottenstein Center                  |
| 11 czerwca 2002  | Auburn Hills      | Stany Zjednoczone | The Palace of Auburn Hills                   |
| 12 czerwca 2002  | Cuyahoga Falls    | Stany Zjednoczone | Blossom Music Center                         |
| 14 czerwca 2002  | Noblesville       | Stany Zjednoczone | Verizon Wireless Music Center                |
| 15 czerwca 2002  | Tinley Park       | Stany Zjednoczone | Tweeter Center Chicago                       |
| 16 czerwca 2002  | Milwaukee         | Stany Zjednoczone | Marcus Amphitheater                          |
| 17 czerwca 2002  | Minneapolis       | Stany Zjednoczone | Target Center                                |